# Kenshirō
Kenshirō (jap. けんしろう, ケンシロウ) – męskie imię japońskie. W starojapońskim oznaczające przychylność wiatrów lub ten, który natchniony jest wiatrem.

## Znane osoby
- Kenshirō Abe (謙四郎), japoński mistrz sztuk walk judo, aikido i kendo
- Keishirō Matsui (慶四郎), japoński polityk i dyplomata
- Kenshirō Matsunami (健四郎), japoński polityk z Partii Liberalno-Demokratycznej, członek Izby Reprezentantów
- Kenshirō Itō, japoński skoczek narciarski

## Fikcyjne postacie
- Kenshirō (ケンシロウ), główny bohater serii Hokuto no Ken